# 马恩河畔梅里
马恩河畔梅里（法語：Méry-sur-Marne，法語發音：[meʁi syʁ maʁn] ⓘ）是法国塞纳-马恩省的一个市镇，属于莫城区。

## 地理
马恩河畔梅里（48°58'2"N, 3°12'6"E）面积5.77 平方千米，位于法国法蘭西島大區塞纳-马恩省，该省份为法国北部内陆省份，北起瓦兹省，西接埃松省、马恩河谷省、塞纳-圣但尼省和瓦兹河谷省，南至卢瓦雷省，东南接约讷省，东临马恩省和奥布省，东北接埃纳省。
与马恩河畔梅里接壤的市镇（或旧市镇、城区）包括：贝聚勒盖里、马恩河畔楠特伊、马恩河畔萨西、圣奥尔德、吕藏西。

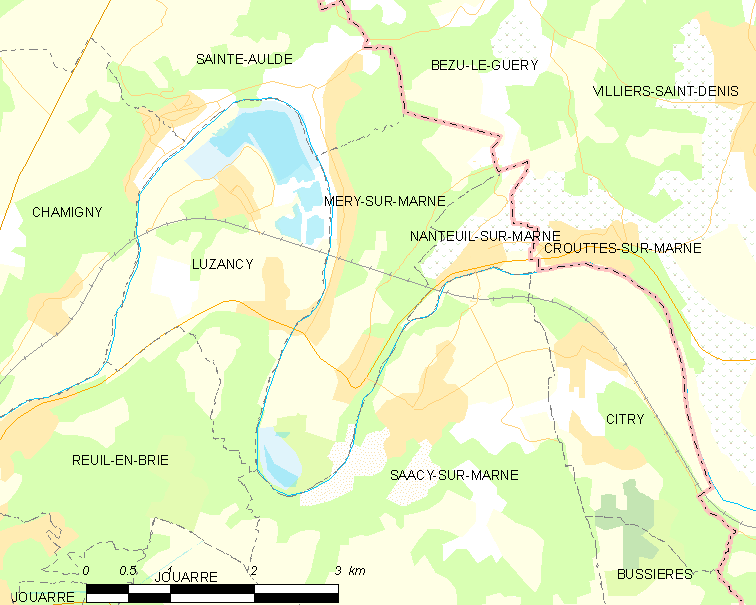
马恩河畔梅里的OSM定位图

马恩河畔梅里的时区为UTC+01:00、UTC+02:00（夏令时）。

## 行政
马恩河畔梅里的邮政编码为77730，INSEE市镇编码为77290。

## 政治
马恩河畔梅里所属的省级选区为拉费泰苏茹阿尔县。

## 人口

1962-2008年间马恩河畔梅里人口变化图示

马恩河畔梅里于2022年1月1日时的人口数量为683人。